# Новоселци (Суња)
Новоселци су насељено место у општини Суња, Сисачко-мославачка жупанија, Хрватска.

## Историја
Насеље је до нове територијалне организације било у саставу бивше велике општине Сисак.

## Становништво
| Националност       | 1991.       |
| Срби               | 27 (35,06%) |
| Хрвати             | 15 (19,48%) |
| Југословени        | 29 (37,66%) |
| остали и непознато | 6 (7,79%)   |
| Укупно             | 77          |